# Departamento de Lambayeque
Lambayeque es uno de los veinticuatro departamentos que junto a la Provincia Constitucional del Callao forman la República del Perú. Su capital y ciudad más poblada es Chiclayo, se encuentra ubicado al noroeste del país, limita al norte con Piura, al este con Cajamarca, al sur con La Libertad y al oeste con el océano Pacífico. Con 14 231 km² es el segundo departamento menos extenso por detrás de Tumbes y con 95,29 hab/km², el tercero más densamente poblado, por detrás de Lima y Callao. Se fundó el siete de enero de 1872. Está dividido políticamente en 3 provincias y 38 distritos.

## Historia

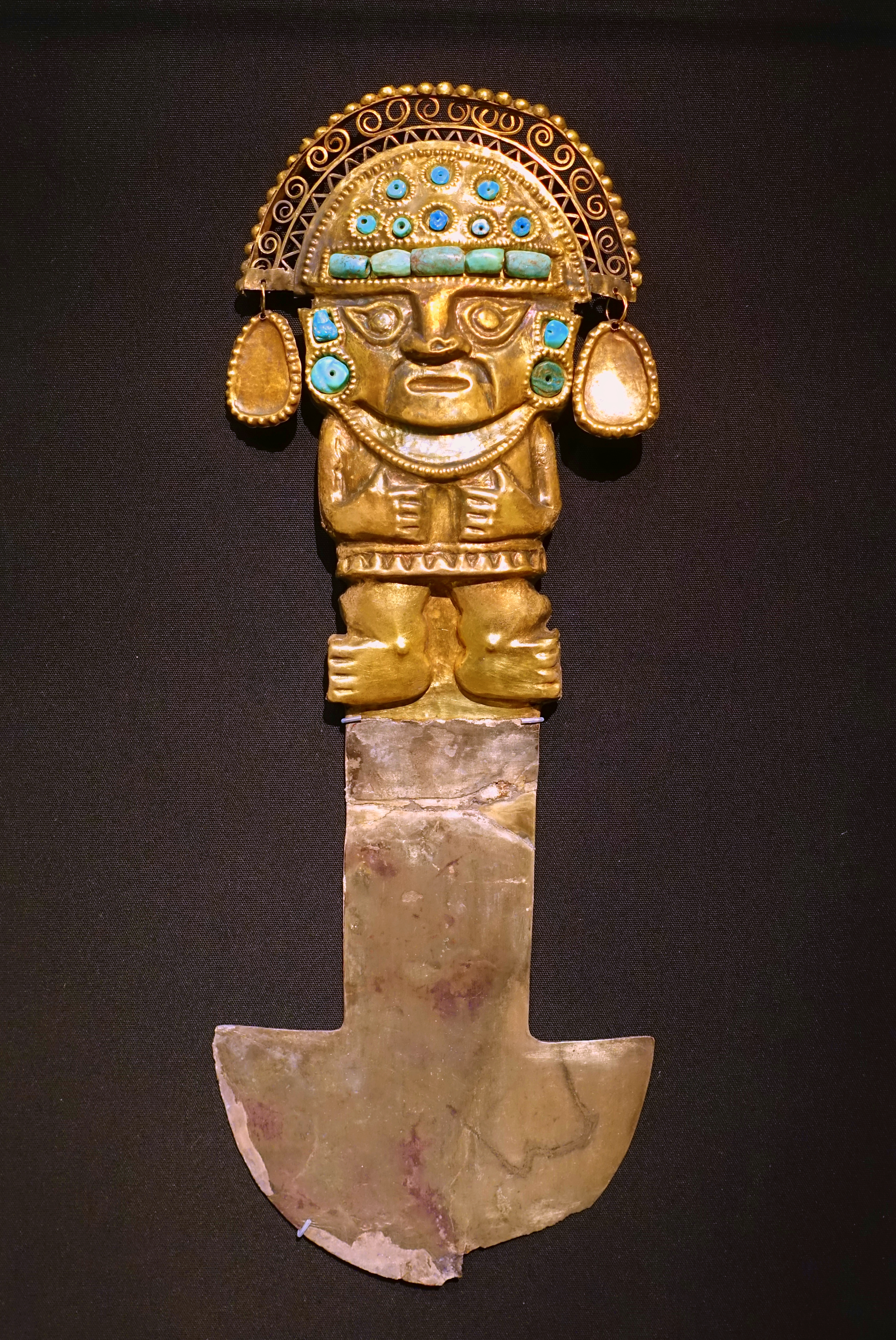
Tumi de la cultura lambayeque.

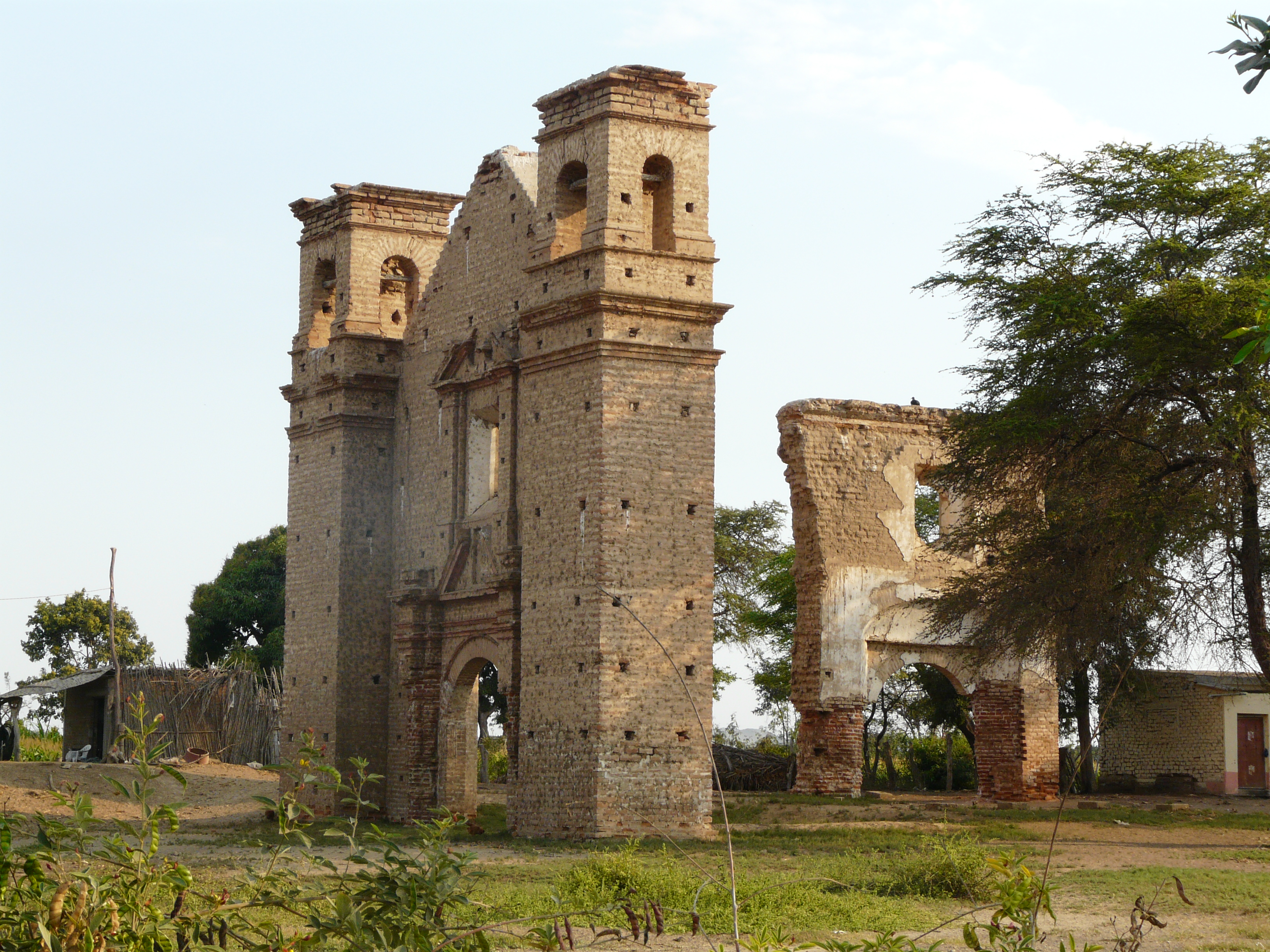
Ruinas de Zaña.

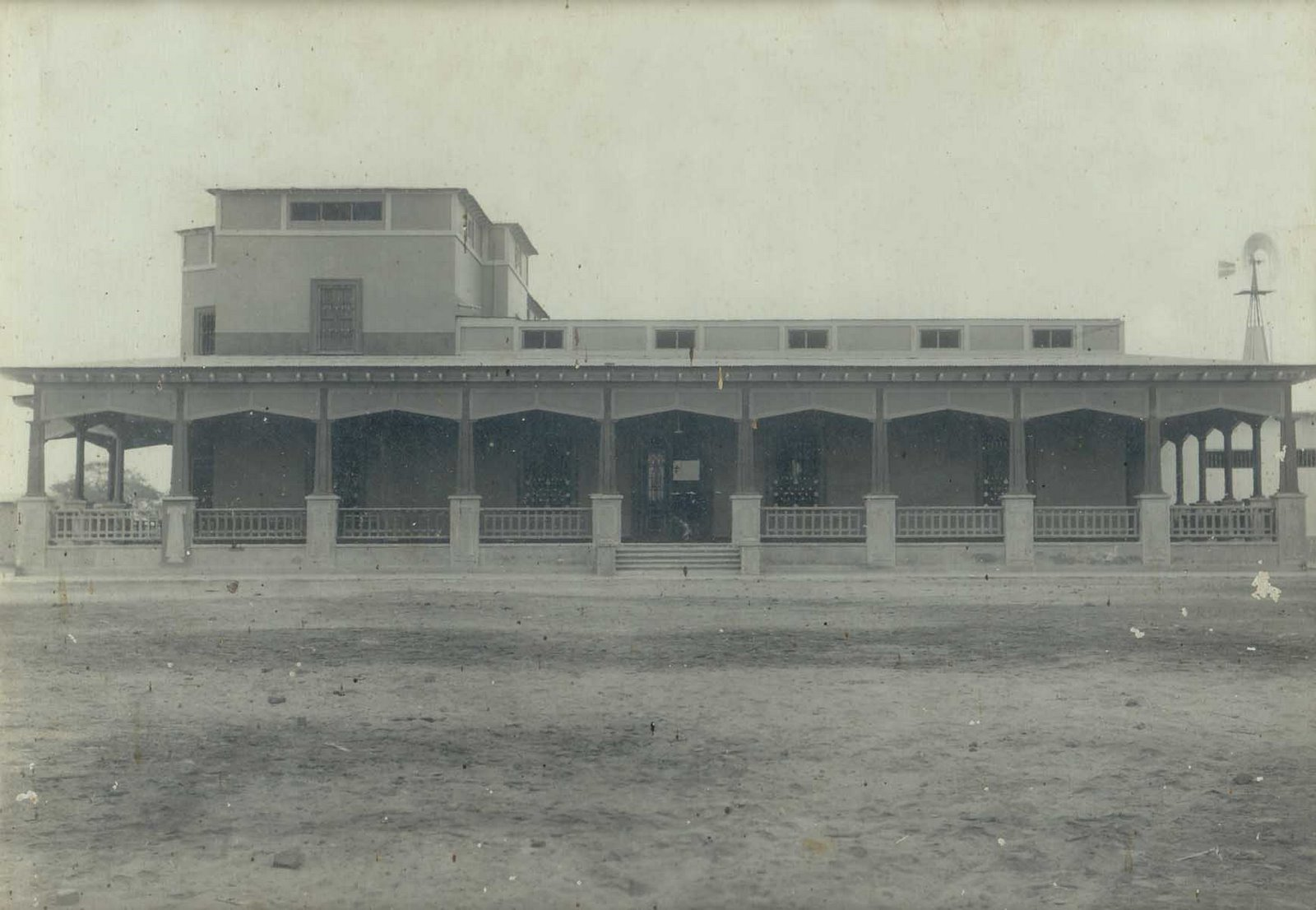
Casa Hacienda de Batán Grande.

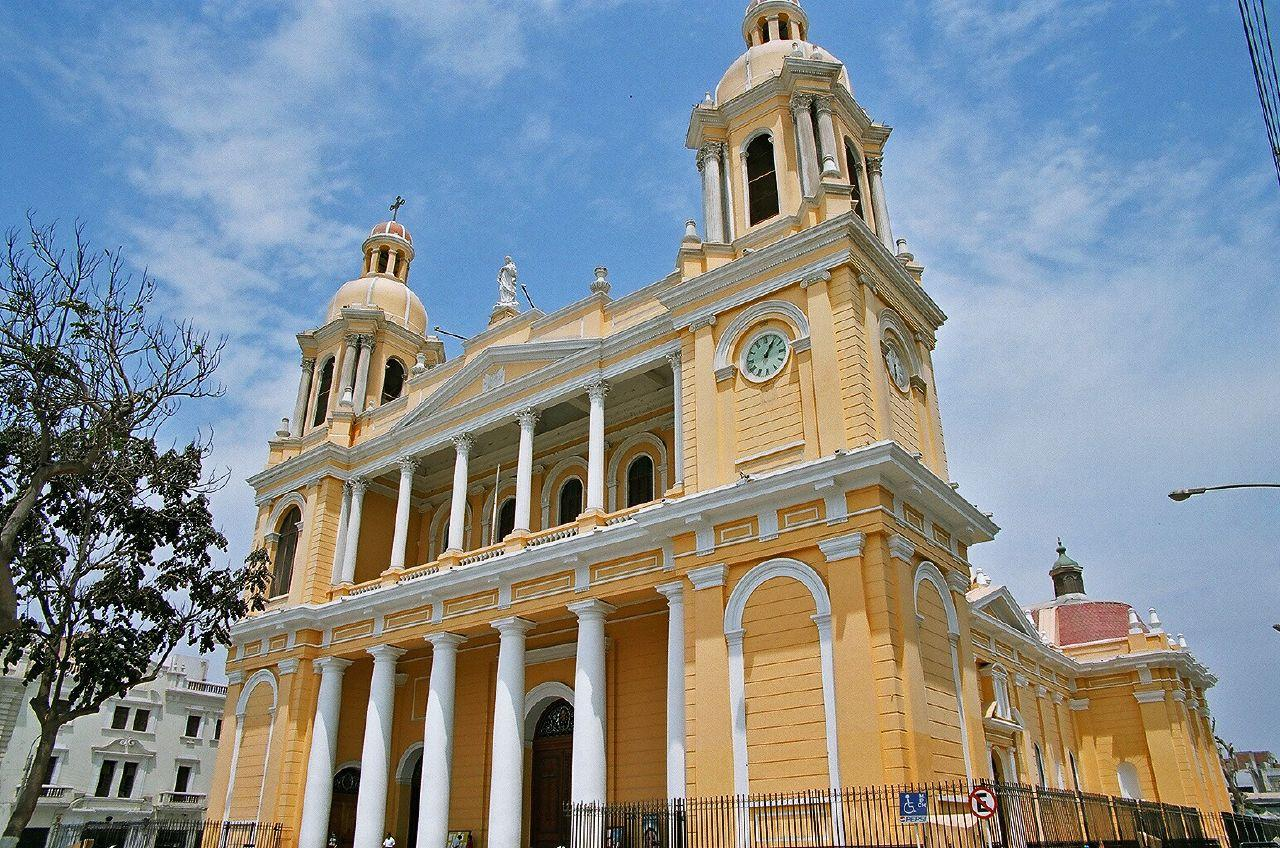
Catedral de Chiclayo.

Los inciertos orígenes de la civilización de los lambayeques, admirados por su orfebrería, se remontan hasta el legendario rey Naylamp, quien llegó por mar y decretó la adoración de Yampallec. Quizá la cultura lambayeque o sicán aparece cuando colapsa la cultura moche, de la cual son herederos culturales, debido a la intrusión de un nuevo concepto social, ideológico y estilístico llamado wari. Siglos después, por 1375, los lambayeque fueron conquistados e incorporados al reino Chimú, distinguiéndose por sus extraordinarias obras hidráulicas como el canal de Raca Rumi, que unía Chongoyape con la costa. Finalmente, en las luchas que abarcaron cuatro décadas en el marco de la guerra chimú-inca, los incas sometieron a los chimús apenas un siglo antes de la conquista española.
Por su parte, la zona serrana de Lambayeque habría estado ocupada por grupos quechuas quienes mantuvieron una estrecha relación con los reinos costeños mochicahablantes basada en el intercambio entre productos de la costa (sal, ají o algodón) a cambio de las aguas de las quebradas que nacen en sierra.
En las acciones por la Independencia del Perú se distinguió el prócer Juan Manuel Iturregui. Los marinos peruanos Elías Aguirre Romero y Diego Ferré pelearon en el "Huáscar" y murieron en el Combate Naval de Angamos durante la guerra con Chile.
El territorio de Lambayeque fue recortado en 1059 km² por disposición del Gobierno Revolucionario de las FF.AA. presidida por el gobierno del General E.P. Juan Velasco Alvarado, en el distrito de Olmos cediéndose al departamento de Piura. Ya en 1996 el distrito de Olmos cambió su configuración y la subregión II Lambayeque que a su vez integraba la Región Nor Oriental del Marañón en una línea transversal que dividía Lambayeque de Piura. En el gobierno del presidente Alejandro Toledo eliminó las regiones y como estaban configuradas y se volvió al esquema departamentos y se tomó como partida la demarcación hecha por el Gral. E.P. Juan Velasco Alvarado.

### Época Virreinal
Cuando el virrey Toledo el 22 de diciembre de 1574 reorganizó los corregimientos de indios (o de naturales), que habían sido creados por el gobernador Lope García de Castro en 1565, dispuso que los corregimientos de Cajamarca, Chicama y Chimo o Chiclayo, Piura y Paita, Santa, y Saña dependieran del Corregimiento de españoles de Trujillo y los corregimientos de Cajamarquilla, Los Pacllas, y Luya y Chillaos dependieran del de Chachapoyas. Todos en el distrito de la Real Audiencia de Lima. En 1611 Los Pacllas fue anexado a Chachapoyas, en 1635 Chicamo o Cliclayo fue anexado a Saña y en 1773 Luya, Chillaos y Lamas fue anexado a Chachapoyas.
El 24 de marzo de 1614 fue establecido el Obispado de Trujillo con los corregimientos de: Trujillo, Cajamarca, Cliclayo, Piura y Paita, Saña, Cajamarquilla, Los Pacllas, Luya y Chillaos, y Jaén de Bracamoros. En 1759 el corregimiento de Huamachuco fue formado del de Cajamarca.
Los corregimientos fueron suprimidos en 1784, por el rey Carlos III y reemplazados por las intendencias. Con el territorio del Obispado de Trujillo (excepto Jaén de Bracamoros) se creó la Intendencia de Trujillo. Los corregimientos pasaron a ser partidos de la intendencia.
El sistema de intendencias fue establecido en el Virreinato del Perú mediante la orden real de 5 de agosto de 1783, siendo aplicada la Real Ordenanza de Intendentes del 28 de enero de 1782. El primer intendente de Trujillo fue Fernando de Saavedra, quien asumió en 1784, nombrado por el virrey a propuesta del visitador general Jorge Escobedo y Alarcón y aprobado por el rey el 24 de enero de 1785.
Fue parte de la Intendencia de Trujillo que llegó a tener nueve partidos que fueron: Trujillo, Lambayeque, Piura, Cajamarca, Huamachuco, Chota, Moyobamba, Chachapoyas, Jaén y Maynas, este último partido anteriormente conformaba los departamentos de lo que hoy se conoce como Departamento de San Martín, Ucayali, Loreto, siendo la Intendencia de Trujillo la más grande del Virreinato del Perú, es decir casi todo el norte del Perú actual; su primer intendente fue Fernando Saavedra de 1784 a 1791. Después de este le seguirían Vicente Gil de Taboada (1791-1805 y 1810-1820), Felice del Risco y Torres (provisional) (1805-1810) y José bernardo de Tagle y Portocarrero, IV marqués de Torre Tagle (1820), quien dirigió la independencia de la Intendencia.

### Fundación del departamento
El 7 de enero de 1872 el presidente José Balta proyectó la creación del departamento de Lambayeque por Decreto Supremo del 7 de enero de 1872. El 1 de diciembre de 1874, durante el gobierno de Manuel Pardo y Lavalle, se confirmó su creación por el dispositivo legal firmado por el vicepresidente Manuel Costas; en su origen sus provincias fueron Chiclayo y Lambayeque y su capital la ciudad de Chiclayo, ambas provincias desmembradas del departamento de Trujillo. El 17 de febrero de 1951, por ley N.º 11590, se creó la provincia de Ferreñafe, creación de la provincia de Lambayeque.

## Geografía

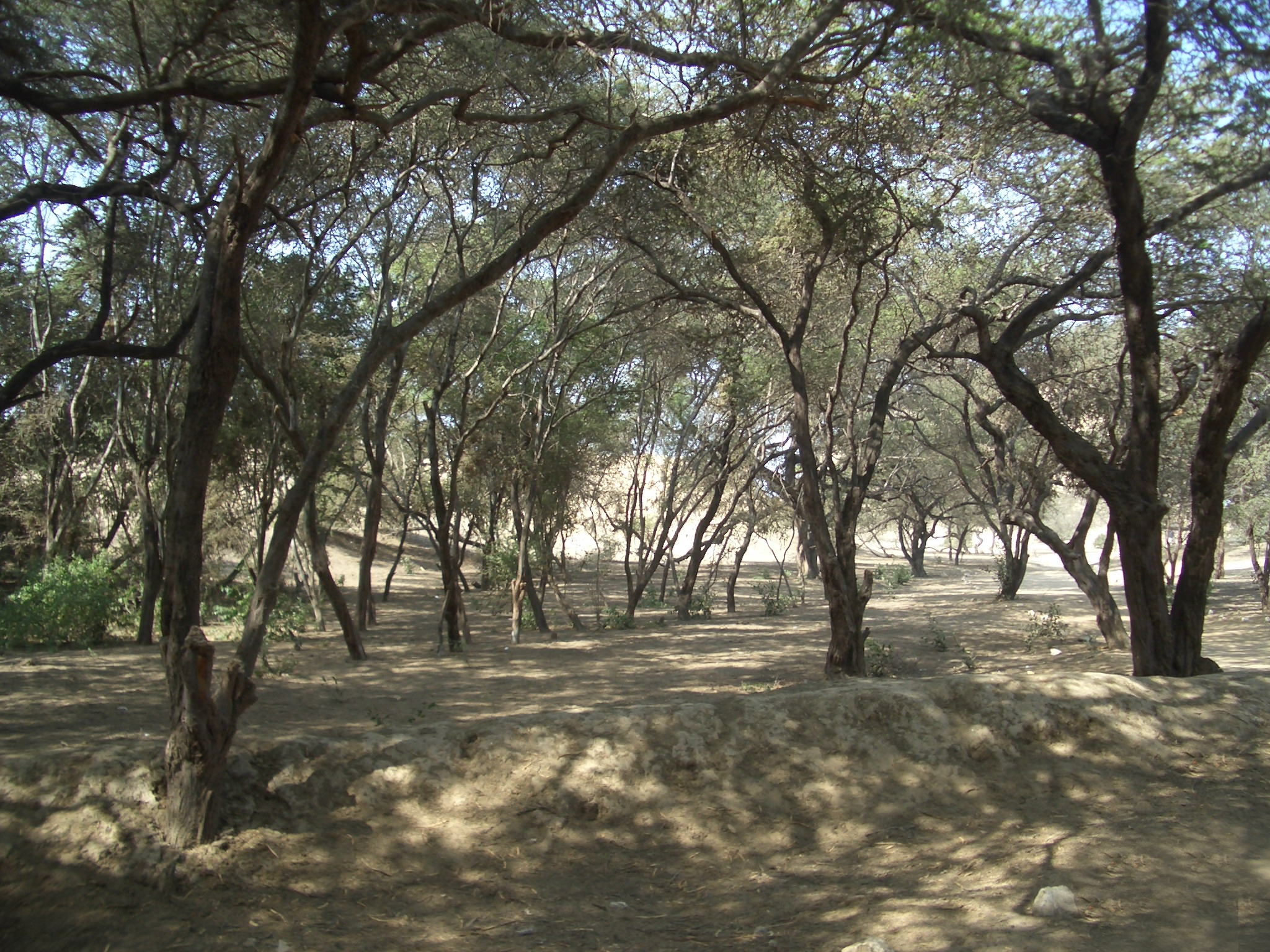
Bosque seco en Túcume.

### Superficie
El territorio del departamento de Lambayeque es el segundo más pequeño de la República del Perú, después del Departamento de Tumbes. Está integrado por un sector continental y un sector insular.
La superficie del sector continental mide 14 213,30 km² y está conformada por las tres provincias de la Región. De ellos corresponden 3 161.48 km² a la Provincia de Chiclayo, 1 705.19 km² a la Provincia de Ferreñafe y 9 346.63 km² a la Provincia de Lambayeque.
La superficie del sector insular mide 18.00 km² y está conformada por dos islas: la Islas Lobos de Afuera (2.36 km²) y la Isla Lobos de Tierra (16.00 km²), que forman parte de la Provincia de Lambayeque.
La superficie total de todo el departamento de Lambayeque, sumados ambos sectores continental e insular hace un total de 14.231,30 km².

### Localización

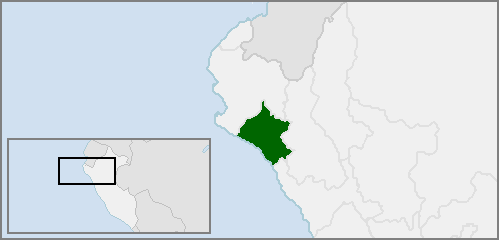
Ubicación del departamento de Lambayeque en el norte del Perú.

El departamento de Lambayeque está situado en la costa norte del territorio peruano, a 765 kilómetros de la capital de la república (Lima).
- Limita al norte con las provincias de Sechura, Piura, Morropón y Huancabamba, del departamento de Piura.
- Limita al este con las provincias de Jaén, Cutervo, Chota, Santa Cruz y San Miguel, del departamento de Cajamarca.
- Al oeste es ribereño con el Océano Pacífico.
- Limita al sur con la provincia de Chepén, del departamento de La Libertad.

Tiene como puntos extremos las coordenadas siguientes:
| Puntos extremos y coordenadas. | Puntos extremos y coordenadas.                                                    | Puntos extremos y coordenadas.                                             | Puntos extremos y coordenadas.                            | Puntos extremos y coordenadas.                     |
| Orientación                    | Norte                                                                             | Este                                                                       | Sur                                                       | Oeste                                              |
| ------------------------------ | --------------------------------------------------------------------------------- | -------------------------------------------------------------------------- | --------------------------------------------------------- | -------------------------------------------------- |
| Latitud Sur                    | 05°28'37"                                                                         | 06°46'30"                                                                  | 07°10'27"                                                 | 06°22'12"                                          |
| Longitud Oeste                 | 79°53'48"                                                                         | 79°07'09"                                                                  | 79°41'18"                                                 | 80°37'24"                                          |
| Lugar                          | Punto en el C° El Duque, cerca a las nacientes de las Odas. El Salado y El Duque. | C° Colpayaco, entre los CC.PP. La Central, el Cedro, La Chapa y El Lloque. | Punta de Cherrepe en el litoral sobre el Océano Pacífico. | Cabo Verde en el litoral sobre el Océano Pacífico. |

### Relieve
Aproximadamente las 9 décimas partes del departamento corresponden a la región costa y yunga y la décima a la Sierra (Cañaris e Incahuasi).
La Costa o Chala, comprenden entre los cero metros hasta los 500 m s. n. m.; está constituida por extensas planicies aluviales, unas surcadas por ríos y otras cubiertas de arena, estas planicies son mucho más extensas que la de los departamentos del Sur, se ven interrumpidas por cerros rocosos sin vegetación que pueden elevarse de los 200 a los 1000 m s. n. m.
Las serranías del departamento se encuentran en los contrafuertes de la cordillera occidental, y llegan a los 3000 y 3500 m s. n. m.
- Abras: Tembladera (a 3650 m s. n. m.) en Ferreñafe; Quesería (a 2550 m s. n. m.) en Lambayeque; Escalera (a 1600 m s. n. m.) en Lambayeque...

### Climatología
El clima es semitropical, con alta humedad atmosférica y escasas precipitaciones en la costa sur. La temperatura máxima puede bordear los 35 °C (entre enero y abril) y la mínima es de 15 °C (mes de julio-agosto). La temperatura promedio anual de 22,5 °C.
En verano fluctúa entre 20 °C como mínimo y 35 °C como máximo; cuando el tiempo es completamente soleado y caluroso, lo cual sucede de manera variable. En invierno la temperatura mínima es de 15 °C y máxima de 24 °C, con mañanas nubladas hasta pasado el mediodía. Por lo general a medida que se aleja del mar avanzando hacia el este hasta los 500 m s. n. m. la temperatura se va elevando, sintiéndose principalmente a mediodía un calor intenso, como se puede apreciar en Pucalá, Zaña, Chongoyape, Oyotún y Nueva Arica.

### Hidrografía
El agua de los ríos, cubre más del 95 % del agua utilizada en la agricultura, industria y uso doméstico. El agua subterránea es abundante pero poco empleada por el alto costo en la perforación de pozos tubulares y la falta de planificación de los cultivos.
Los principales ríos son:
- Río Chancay: Conocido con el nombre de río Lambayeque, es el más importante. Su largo aproximado es de 250 km. De sus aguas dependen las 3 capitales provinciales, más de 15 poblados menores, empresas agrícolas y medianos y pequeños productores individuales. Nace al oeste del asiento minero de Hualgayoc en las lagunas de Mishis y Yanahuanca, a una altitud de 4000 m s. n. m. En sus orígenes se le conoce como río Quilcate, que va descendiendo al oeste recibiendo otros pequeños tributarios, sin engrosar sus aguas debido a las filtraciones, las mismas que aparecen kilómetros abajo. Al unirse con el río Samán, ya recibe el nombre de río Chancay, sigue desplazándose al oeste recibiendo las aguas del río Cumbil. A la altura de Racarumi, hay una toma de ese nombre que capta sus aguas para llevarlas al Reservorio de Tinajones, mismo que de nuevo vierte las aguas a su lecho, kilómetros abajo. En la Puntilla hay una obra de ingeniería que divide las aguas en dos partes, la del río Reque o Eten, y la de Lambayeque (canal Desaguadero), del que mediante otras compuertas se reparte el agua: para el Canal Taymi para el río Lambayeque.

- Río La Leche: también llamado Motupe o Mórrope. Nace en las cumbres de Cañaris y Cachen a más de 3000 m s. n. m. tiene un volumen de agua muy irregular y por lo general no llega al mar, salvo en épocas de abundantes lluvias. En periodos lluviosos y de abundancia de aguas este río inunda los poblados ribereños y las sementeras causando daños inmensos. En la parte baja se unen con el Motupe. Desemboca en la laguna de La Niña.

- Río Zaña: Nace en el Departamento de Cajamarca, al este de Niepos, en su desplazamiento y descenso hacia el oeste recibe las aguas de numerosos riachuelos, ya en la costa da sus aguas a los poblados de Oyotún, Nueva Arica, Zaña, Mocupe y Lagunas. Sus aguas en determinadas épocas como en 1925 y 1983 han causado daños a Zaña y otros poblados ribereños.
- Al norte del Departamento, en el distrito de Olmos, se encuentran los riachuelos: Cascajal, San Cristóbal, y Olmos, de recorrido muy corto. No llegan al mar, salvo en años de mucha lluvia.

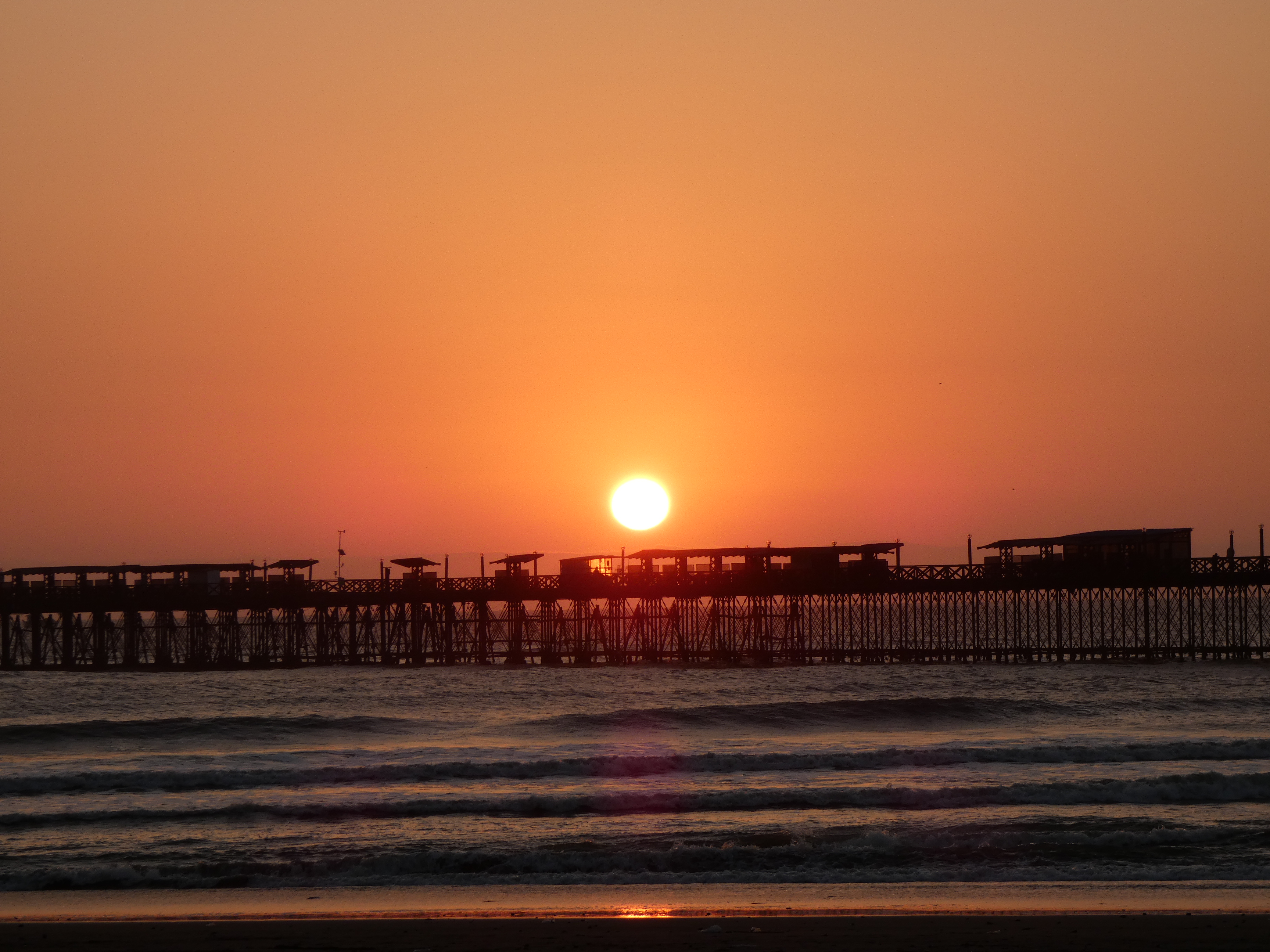
Pimentel.

### Oceanografía
El mar de Grau o Pacífico peruano frente a las costas del departamento de Lambayeque tiene sus aguas templadas con temperatura medias de 19 °C. a 20 °C, debido a afloraciones de aguas que se producen frente al litoral y son transportadas por la Corriente de Humboldt. El Mar de Grau o Pacífico peruano, es muy rico en especies. La biomasa está constituida por peces pequeños, como la anchoveta y por peces medianos o grandes como las conchas de abanico, choros, caracoles, etc. También existen en pequeñas islas (Lobos de Tierra y Lobos de Afuera) y algunas puntas del litoral, aves guaneras en gran variedad.

## División administrativa

Mapa conceptual del departamento de Lambayeque

El Departamento de Lambayeque es jurisdicción del Gobierno Regional de Lambayeque y tiene sede en la ciudad de Chiclayo por ser la capital del Departamento. Es dirigida por un Presidente Regional (Jefe de Gobierno) y un Consejo Regional, los cuales sirven por un período de cuatro años.

Se divide en tres provincias: Provincia de Chiclayo, Provincia de Lambayeque y Provincia de Ferreñafe.
| Provincias del departamento de Lambayeque | Provincias del departamento de Lambayeque | Provincias del departamento de Lambayeque | Provincias del departamento de Lambayeque | Provincias del departamento de Lambayeque | Provincias del departamento de Lambayeque | Provincias del departamento de Lambayeque | Provincias del departamento de Lambayeque | Provincias del departamento de Lambayeque |
| Ubigeo                                    | Provincia                                 | Población (2017)                          | Población (2020)                          | Capital                                   | Distritos                                 | Superficie km²                            | Creación                                  | Altitud msnm                              |
| ----------------------------------------- | ----------------------------------------- | ----------------------------------------- | ----------------------------------------- | ----------------------------------------- | ----------------------------------------- | ----------------------------------------- | ----------------------------------------- | ----------------------------------------- |
| 1401                                      | Chiclayo                                  | 799 675                                   | 862 709                                   | Chiclayo                                  | 20                                        | 3 288.07                                  | 1835                                      | 34                                        |
| 1402                                      | Ferreñafe                                 | 97 415                                    | 107 241                                   | Ferreñafe                                 | 6                                         | 1 578.60                                  | 1951                                      | 42                                        |
| 1403                                      | Lambayeque                                | 300 170                                   | 340 835                                   | Lambayeque                                | 12                                        | 9 612.85                                  | 1872                                      | 20                                        |

Cada provincia es gobernada civilmente por una Municipalidad Provincial, encabezada por un alcalde, elegido por sufragio universal cada cuatro años, quien dirige la política provincial. Chiclayo conocida como La ciudad de la amistad y , se encuentra al norte del país. Su clima es templado y seco. La ciudad cuenta con el 70% de habitantes del departamento de Lambayeque, por lo cual es considerada una de las más pobladas del país. Por su ubicación es el centro importante de diversas vías de comunicación, además los departamentos convergen a su alrededor debido a su movimiento comercial.

## Demografía
Según el censo del 21 de octubre de 2007, el departamento de Lambayeque tiene una población estimada de 1,112,868 de habitantes, de los cuales son varones 541.944 y mujeres 570.924. Su densidad poblacional es de 80,1 hbt/km² y su tasa de crecimiento anual es de 0.9 %. La población urbana equivale al 79.5% mientras que la población rural al 20.5% del total.

### Ciudades más pobladas
A continuación una tabla con las principales ciudades del departamento de Lambayeque:

### Distritos más poblados
| Puesto | Provincia  | Distrito            | Pob. 2023 |
| ------ | ---------- | ------------------- | --------- |
| 1.º    | Chiclayo   | Chiclayo            | 297,123   |
| 2.°    | Chiclayo   | José Leonardo Ortiz | 169,503   |
| 3.°    | Chiclayo   | La Victoria         | 101,361   |
| 4.°    | Lambayeque | Lambayeque          | 85,413    |
| 5.°    | Lambayeque | Mórrope             | 58,993    |
| 6.°    | Lambayeque | Olmos               | 58,260    |
| 7.°    | Chiclayo   | Pimentel            | 52,971    |
| 8.°    | Ferreñafe  | Ferreñafe           | 38,990    |

## Autoridades

### Regionales
- 2019 - 2022[20]
  - Gobernador Regional: Anselmo Lozano Centurión, de Podemos por el Progreso del Perú.
  - Vicegobernador Regional: Luis Alberto Díaz Bravo, de Podemos por el Progreso del Perú.
  - Consejeros:

  1. Chiclayo:
    - Antonio Gregory Sánchez Chacón (Alianza para el Progreso)
    - Esar Aguilar Valdera (Podemos por el Progreso del Perú)
    - Manuel Ceferino Huacchillo Gonzáles (Podemos por el Progreso del Perú)
    - Nicolás Enrique Vallejos Celis (Podemos por el Progreso del Perú)

  2. Ferreñafe:
    - Glender Núñez García (Alianza para el Progreso)
    - José Nicanor Martín Carmona Salazar (Partido Democrático Somos Perú)
    - Williams Juniors Velázquez Bardales (Podemos por el Progreso del Perú)

  3. Lambayeque:
    - Gisella Elizabeth Fernández Muro (Podemos por el Progreso del Perú)
    - Mónica Giuliana Toscanelli Rodríguez (Alianza para el Progreso)
    - Óscar Luis Carpena Recoba (Alianza para el Progreso)

### Religiosas
- Obispo de Chiclayo: Mons. Robert Prevost Martínez [21]

## Economía
El Departamento de Lambayeque mostró gran dinamismo en los últimos años, llegando a cifras de crecimiento económico superiores al 10% en el 2007 y posicionando su aporte al PBI nacional en 3.44% debido al bum exportador que sufre la costa norte peruana y del despegue de su agroindustria, minería, industria manufacturada por el incremento significativo de sus exportaciones. Además se han realizado importantes inversiones en todos los rubros, sobre todo en el de infraestructura que actualmente realizan grandes proyectos mineros, de regadío, carreteras, aeropuertos, puertos, entre otros. Durante los últimos años también se realizaron diferentes inversiones en turismo y hotelería que representan el 31% de las inversiones totales en el departamento ascendientes a 300 millones de dólares. Se concentra alrededor del 30% del comercio de la costa norte en Lambayeque. La actividad principal es la agroindustria seguido de la minería y la agricultura.

### Agricultura y agroindustria
Lambayeque es el segundo productor de arándanos en el Perú y el tercero de uva y palta. La participación de Lambayeque en la producción nacional de azúcar es del 33% y la principal zona de producción está en los distritos de Pomalca, Tumán y Pucalá.

### Ganadería
Existen 31 mil 954 cabezas de ganado vacuno en la provincia de Lambayeque, 1 mil 563 en Chiclayo y 9 mil 195 en Ferreñafe; en tanto que ovino hay 70 mil 041 en Lambayeque, 1 255 en Chiclayo y 1 855 en Ferreñafe, mientras que caprinos son 68 mil 132 en Lambayeque, 4 mil 169 en Chiclayo y 715 en Ferreñafe.

### Minería
En el distrito de Cañaris, la empresa Cañariaco Copper Perú S.A. ejecuta el proyecto de exploración minera Cañariaco, el cual tiene uno de los mayores yacimientos de cobre en el norte del Perú, aún sin desarrollarse.

## Transporte

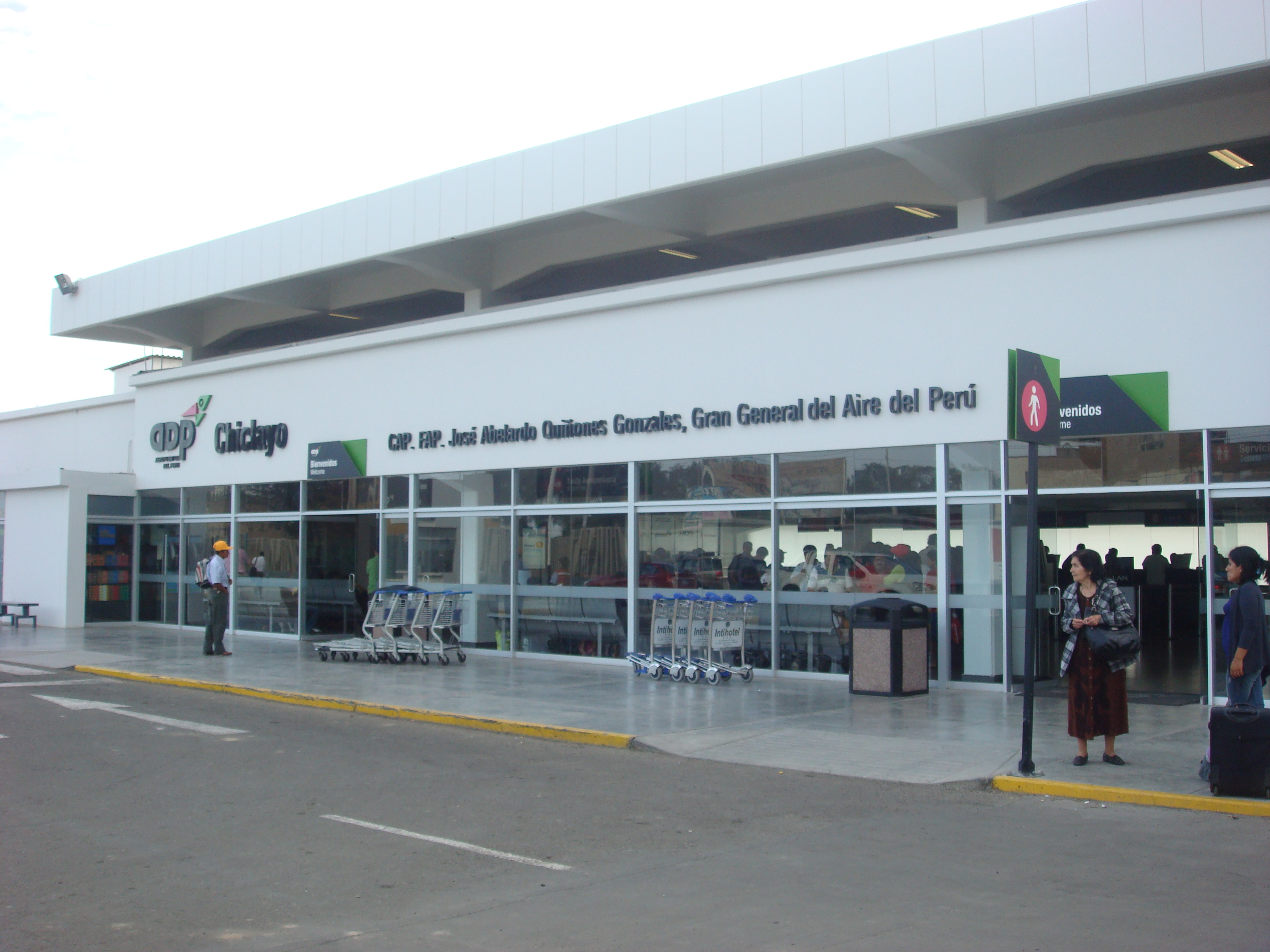
Aeropuerto Internacional Capitán FAP José A. Quiñones

- Puertos marítimos: Eten y Pimentel.
- Aeropuerto Internacional: en Chiclayo, que a su vez es base de la FAP José Quiñones González.

## Educación

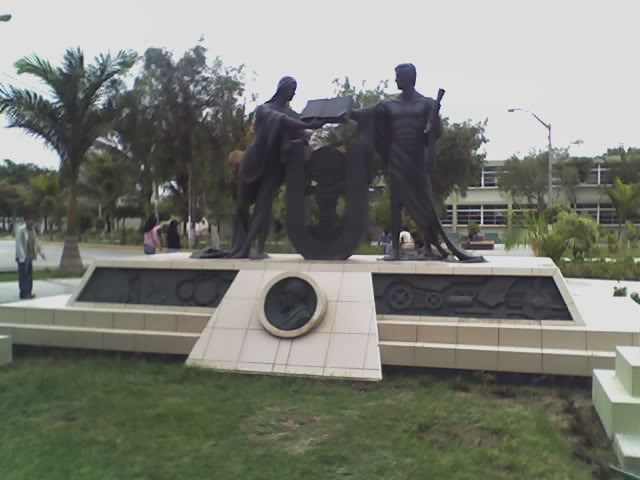
Universidad Nacional Pedro Ruiz Gallo.

En la Región Lambayeque al igual que en el resto del país, el sistema educativo está dividido en tres niveles: la educación inicial, la educación primaria y la educación secundaria. Después viene la educación superior que puede ser universitaria, técnico productiva o tecnológica. La tasa de alfabetización es del 92.6%, la de escolaridad es de 85% y el logro educativo es de 90.1%.

### Educación básica
Para impartir la educación básica la región cuenta con 1.561 centros educativos (públicos y privados). De ellos 426 son de educación inicial, 852 de educación primaria y 283 de educación secundaria.

### Educación superior
Para la educación superior, la región alberga a las siguientes universidades:
- Universidad Particular de Chiclayo (UDCH).* Siendo una de las primeras universidades en el norte del Perú.
- Universidad Nacional Pedro Ruiz Gallo (UNPRG).
- Universidad San Martín de Porres (USMP).
- Universidad Señor de Sipán (USS).
- Universidad César Vallejo (UCV).
- Universidad Católica Santo Toribio de Mogrovejo (USAT).
- Universidad Tecnológica del Perú (UTP).

## Cultura
Cultura Moche o Mochica, Chimú, Sicán y Quechua.

### Museos
En la región además se encuentran los siguientes museos arqueológicos:
- Museo Tumbas Reales de Sipán
- Museo de Sitio Huaca Rajada-Sipán
- Museo Nacional Sicán
- Museo Arqueológico Nacional Brüning
- Museo de Sitio Túcume
- Museo de Sitio Chotuna-Chornancap
- Museo de Historia Natural Víctor Baca Aguinaga

Museos de Lambayeque
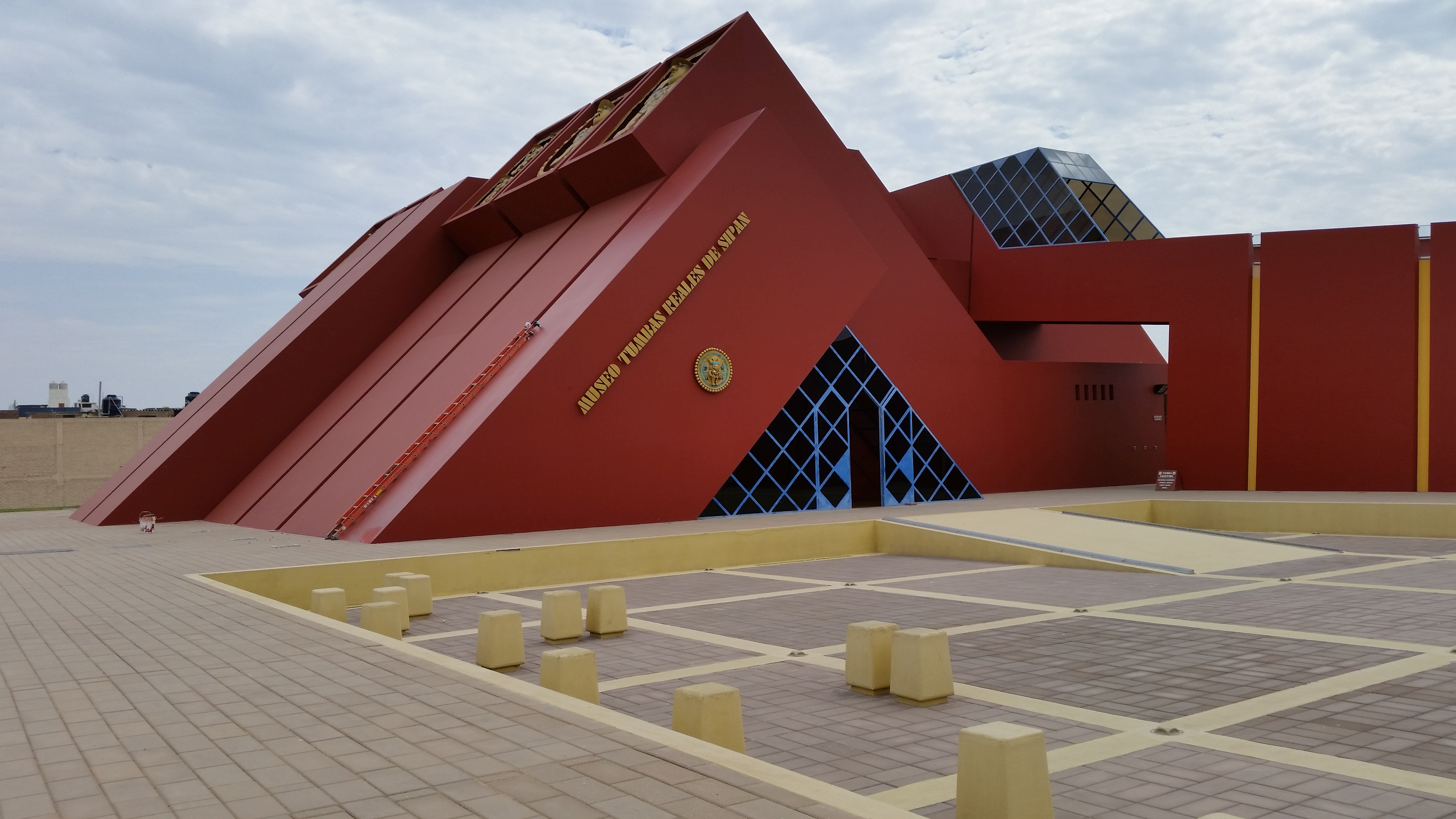
Museo Tumbas Reales de Sipán.
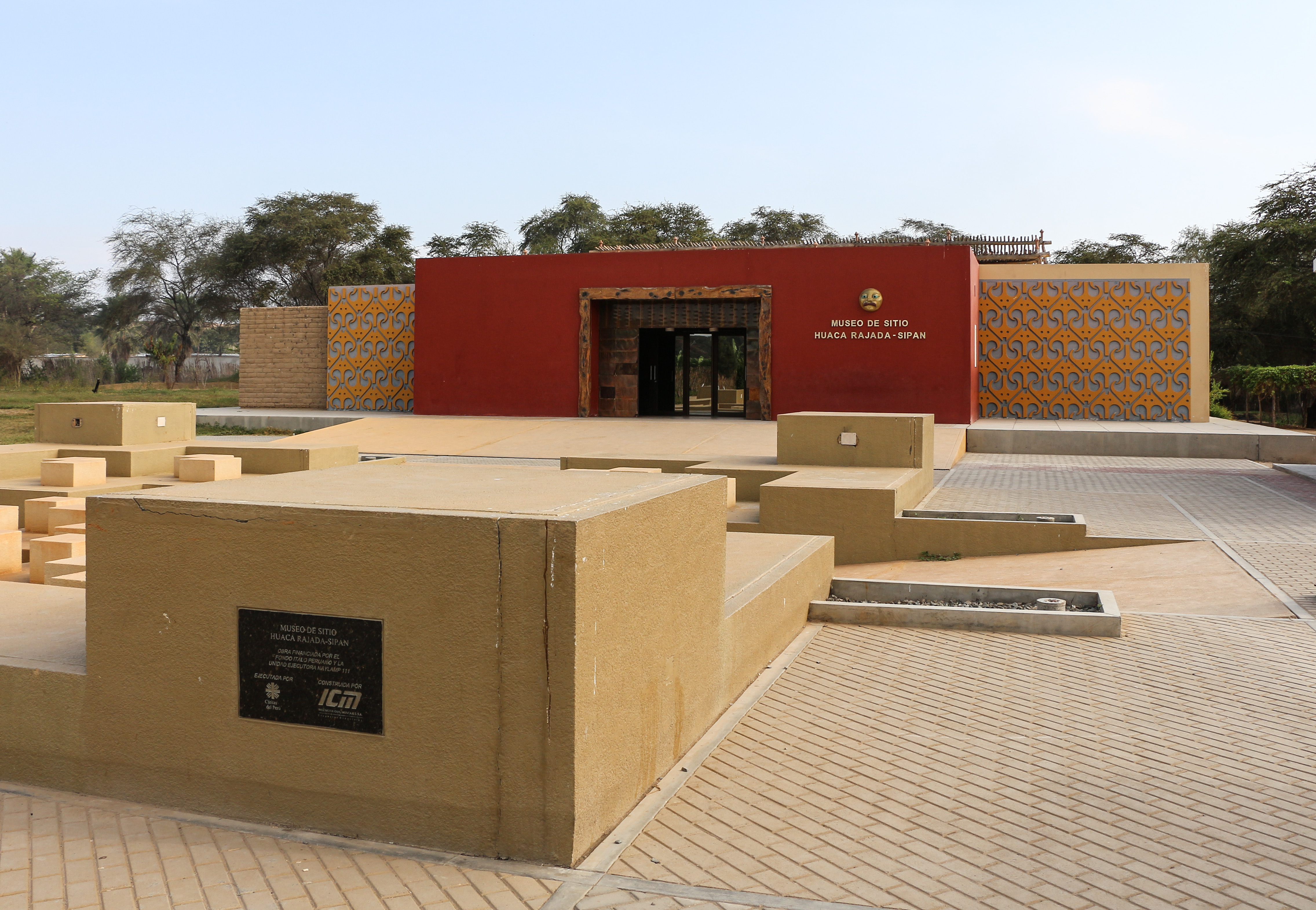
Museo de Sitio Huaca Rajada-Sipán.
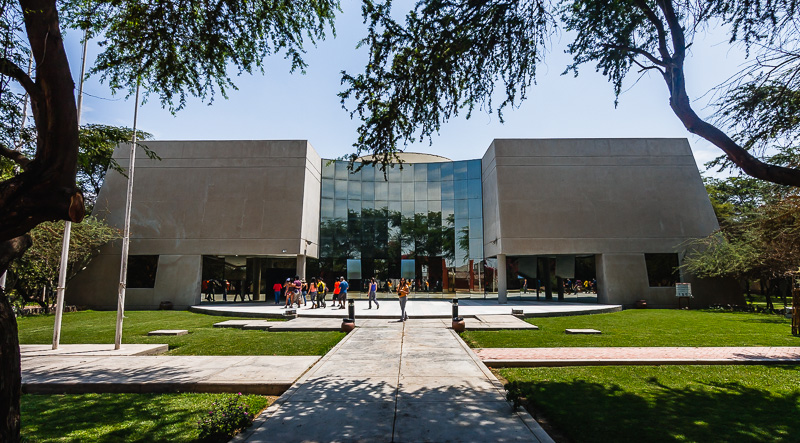
Museo Nacional Sicán.
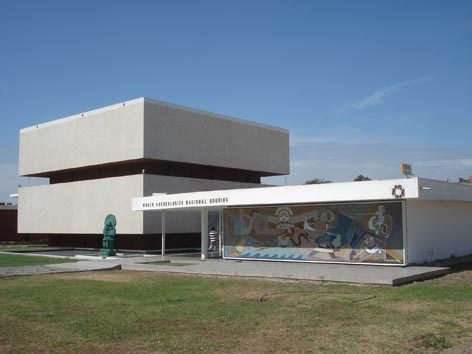
Museo Arqueológico Nacional Brüning.
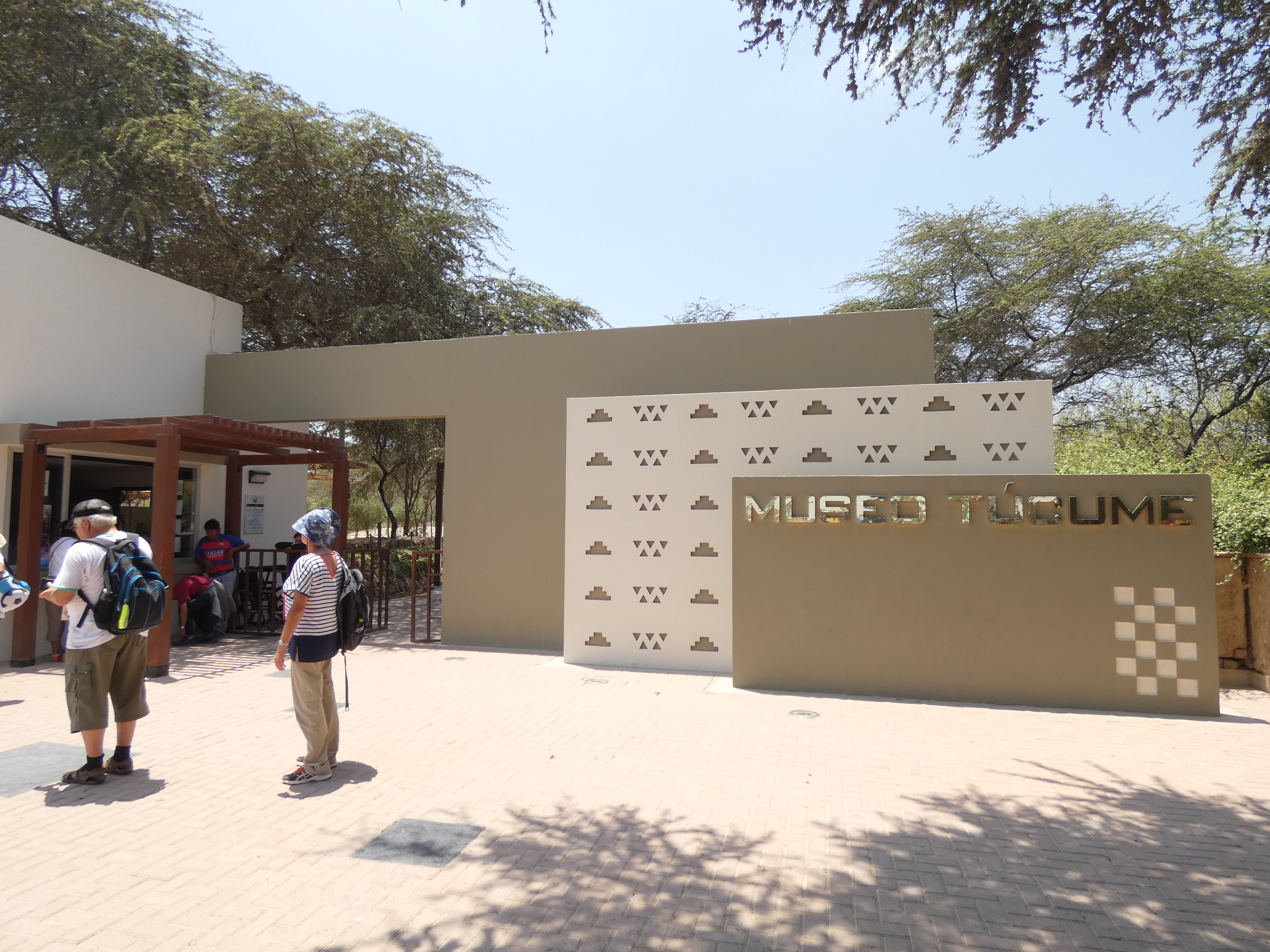
Museo de Sitio Túcume.

### Turismo
Lambayeque no solo es zonas arqueológicas, playas y museos. El Geógrafo y Naturalista D. López Mazzotti describe los bosques secos de Laquipampa y Chongoyape, sobre todo en la Reserva Privada de Chaparrí, la "cascada" de Chongoyape y la inmensa laguna creada por el Reservorio de Tinajones.

### Gastronomía

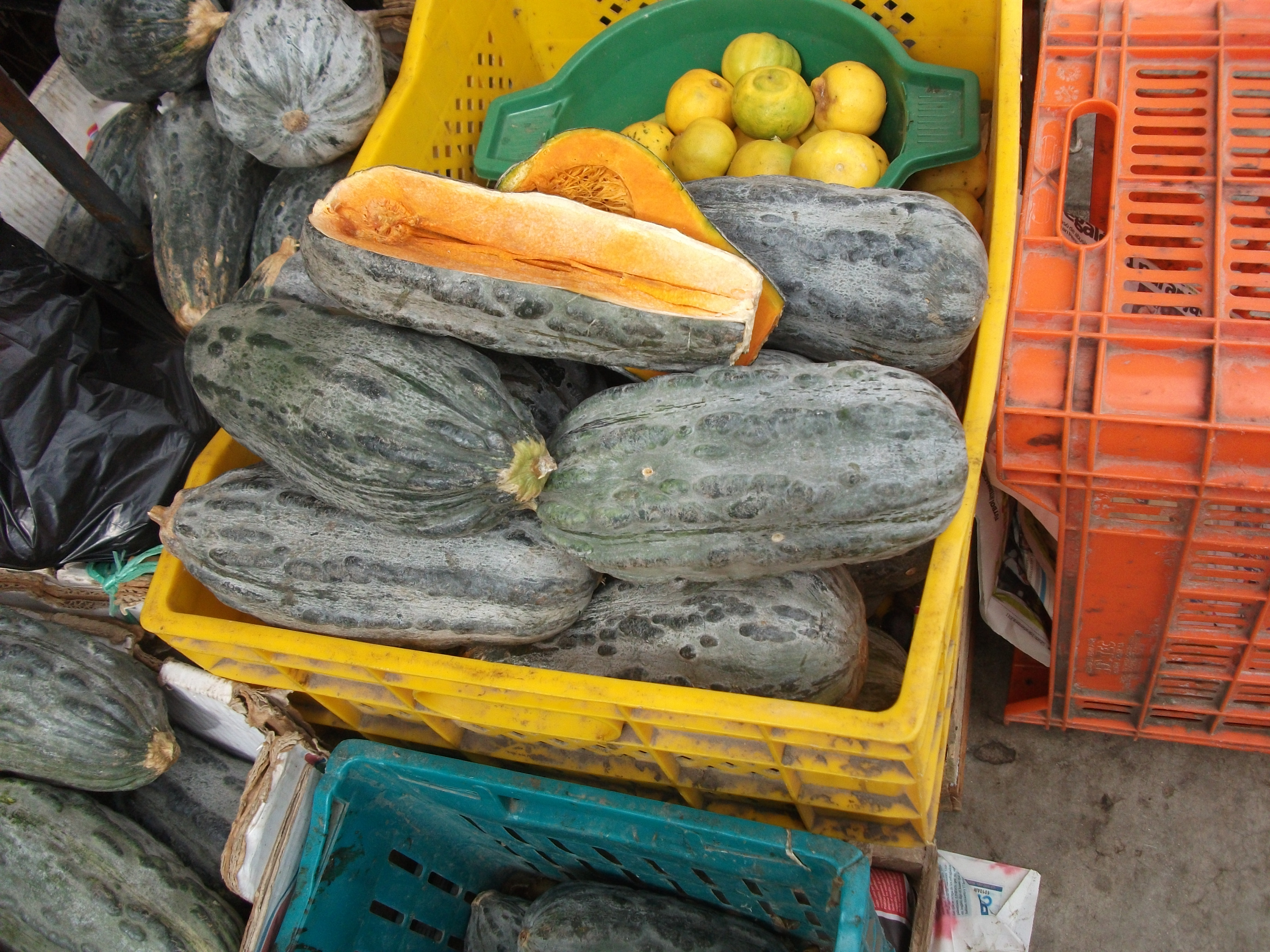
El zapallo loche es uno de los principales insumo de la gastronomía lambayecana.

La gastronomía lambayecana es el resultado del mestizaje cultural entre sus antiguas culturas prehispánicas (Mochica, Sicán, Chimú) y el mundo occidental (principalmente de Europa, África, China y Japón)
Los ingredientes en la cocina tradicional lambayecana son los tubérculos (yucas, camotes, papas), cereales (maíz, frijoles, pallares); las solanáceas (ajíes panca, limo, mono y cerezo); las cucurbitáceas (loche, zapallo); además de yerbas aromáticas (paico, molle, yerba buena, huacatay) y colorantes (achiote y palillo). A éstos se suman la carne de cabrito, cerdo, aves, pescado y mariscos.
Los platos más tradicionales de cocina lambayecana son el seco de cabrito, el arroz con pato, el espesado, el chinguirito, las humitas, el chirimpico, causa ferreñafana, frito chiclayano, el arroz con mariscos, el picante de gallina y la sopa de choros. Los postres y dulces tradicionales son el king kong, el alfajor, el dulce de membrillo, la naranja rellena, el alfeñique entre otros. La chicha de jora y el yonque son las bebidas tradicionales de la Región Lambayeque.

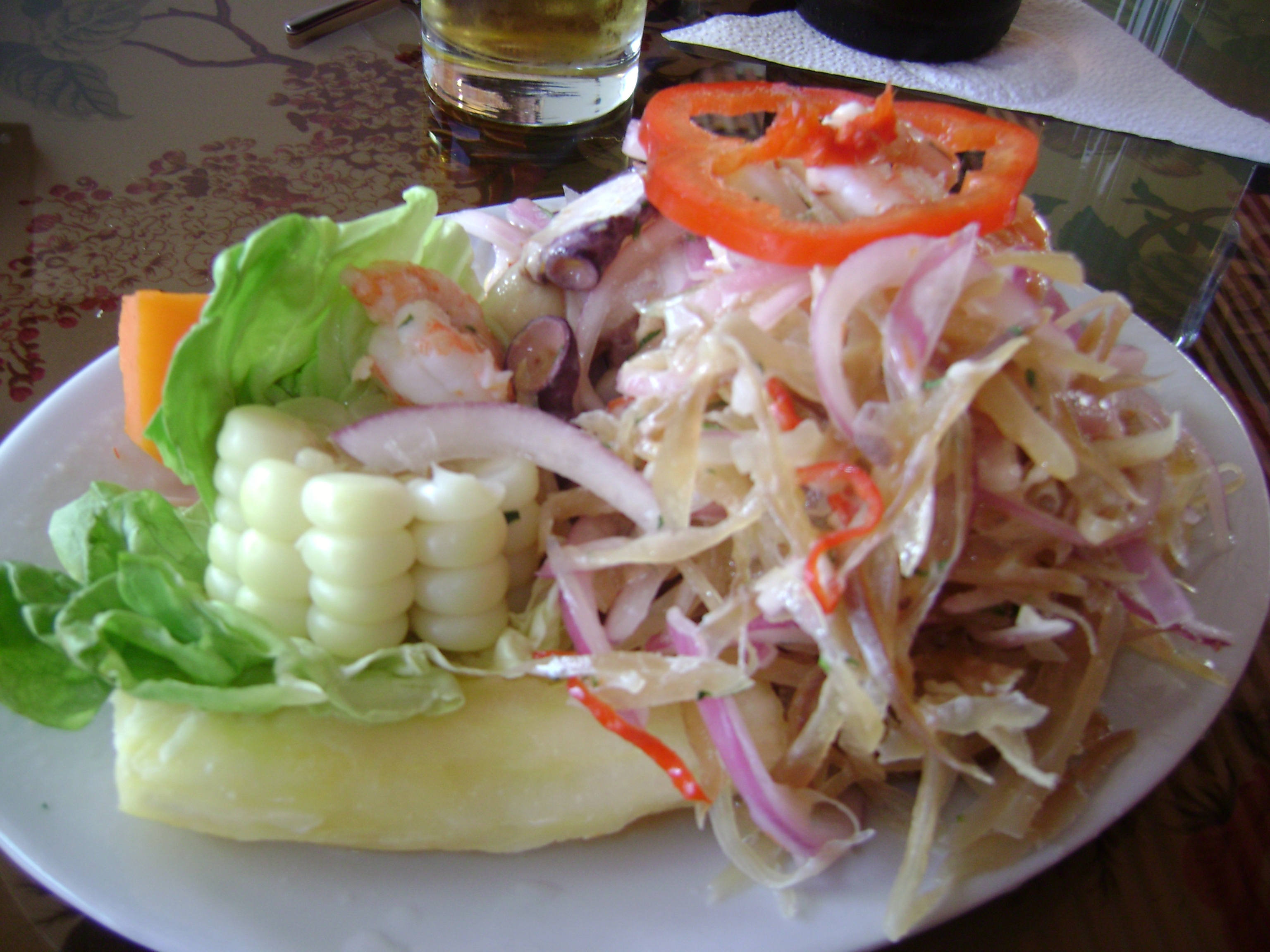
Chinguirito.
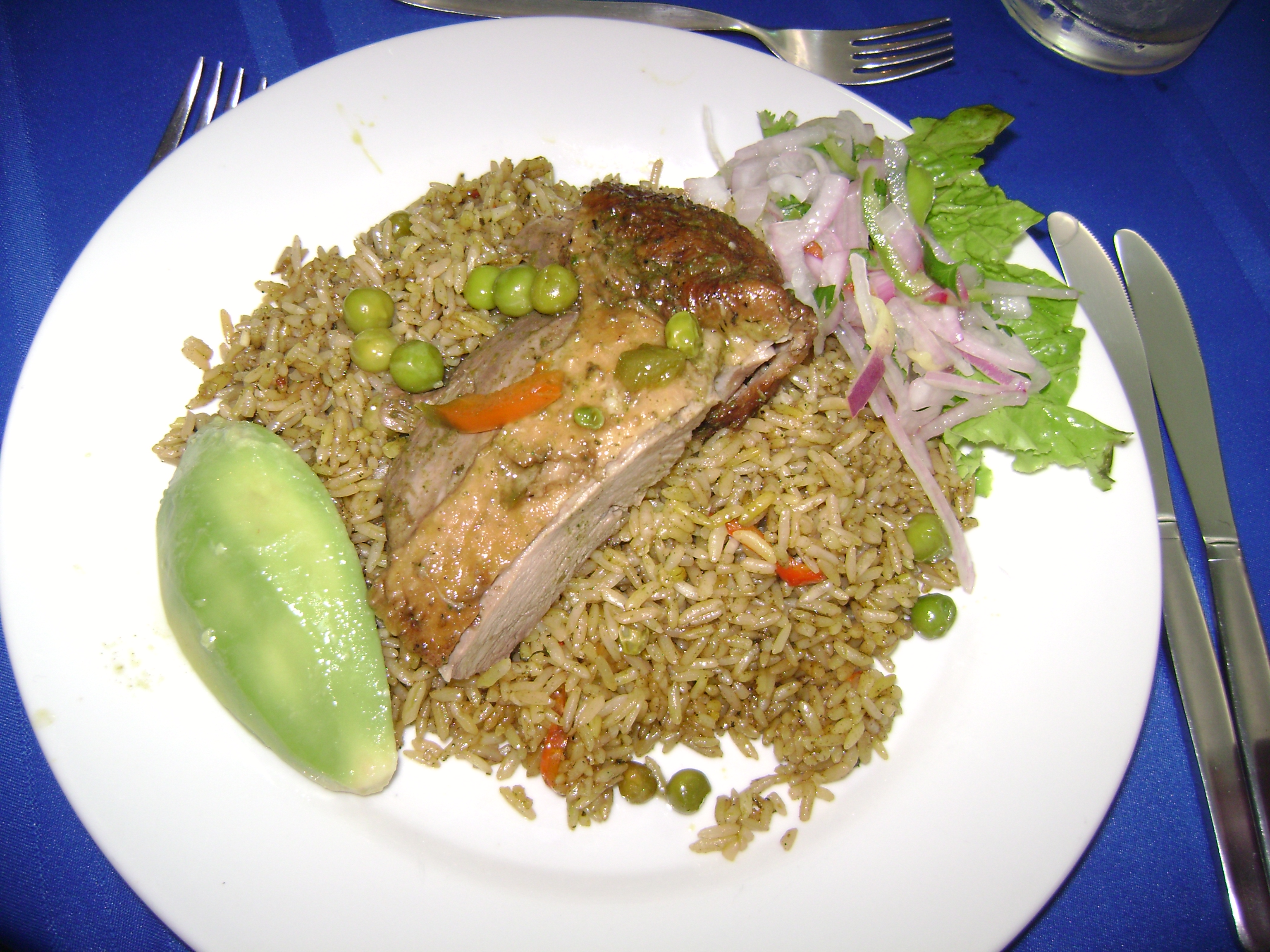
Arroz con pato.
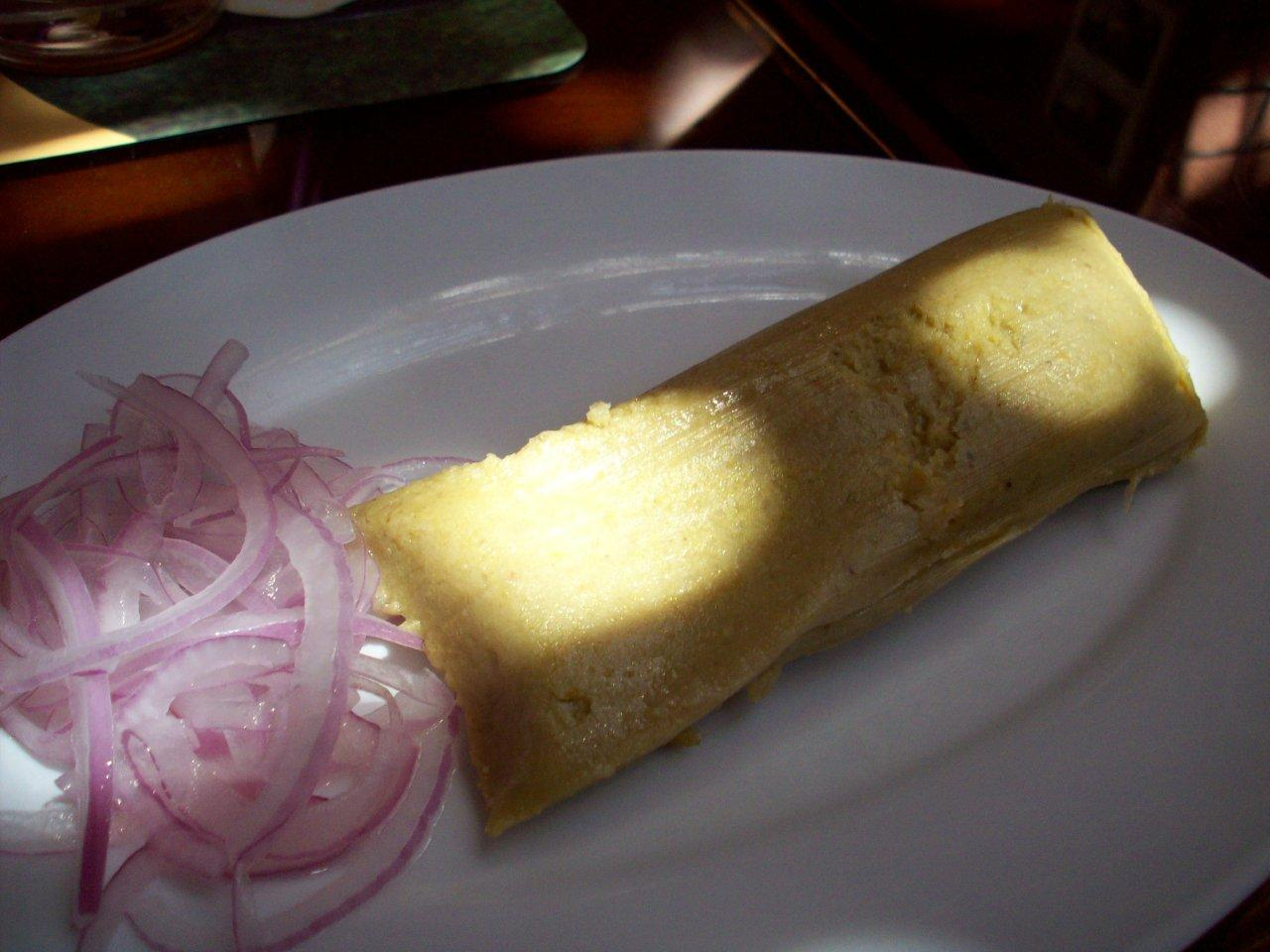
Tamal verde.
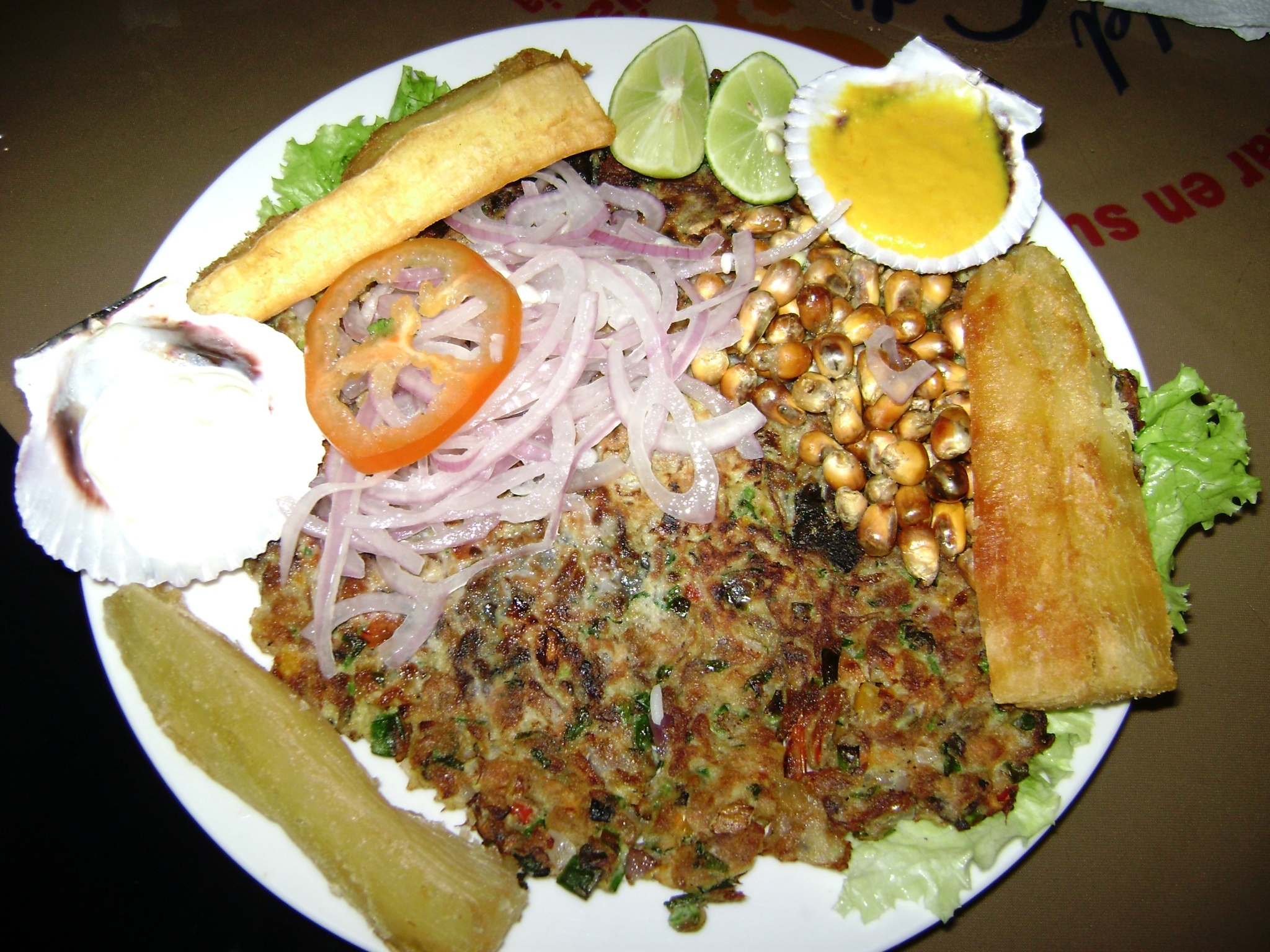
Tortilla de raya
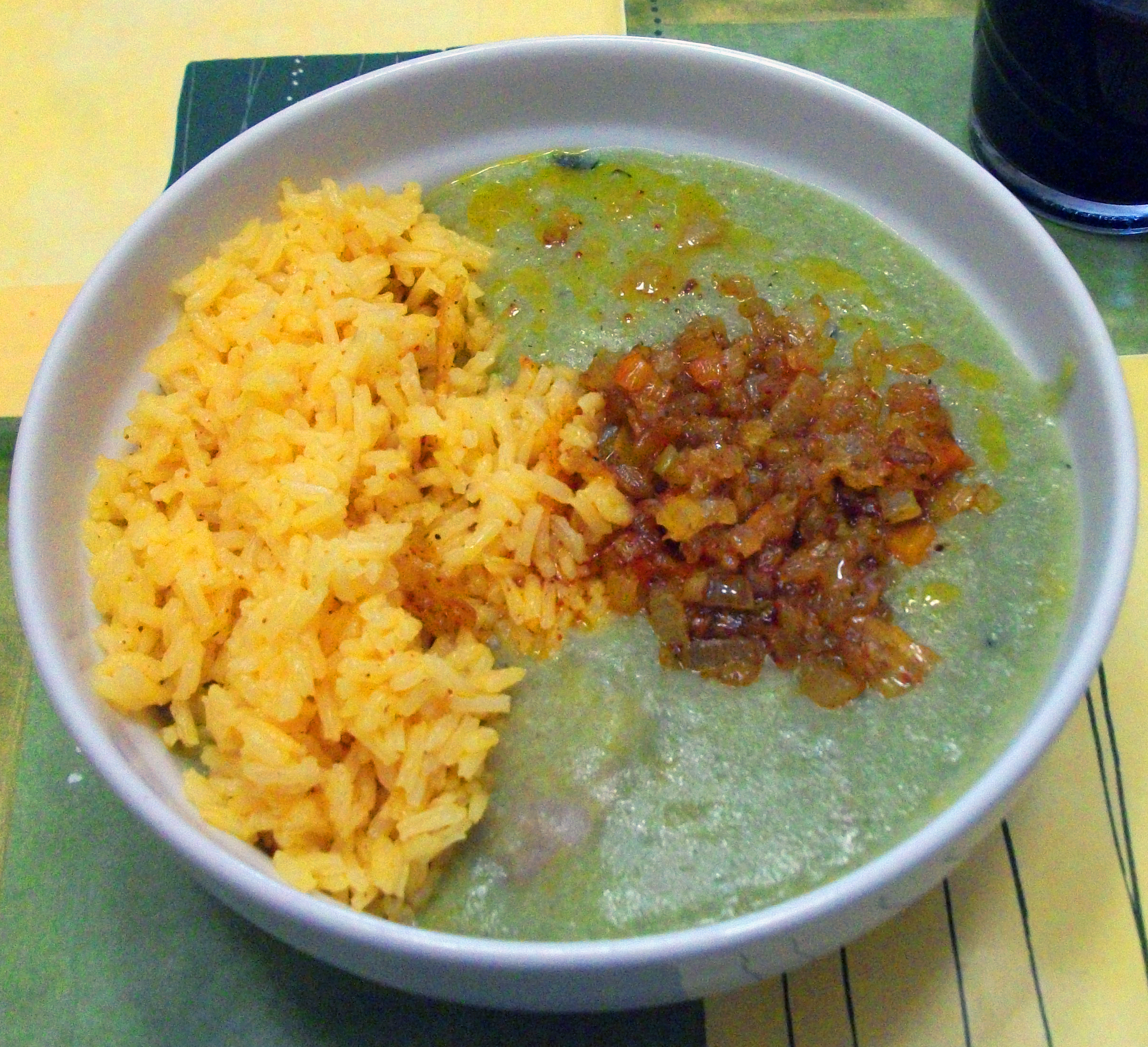
Espesado
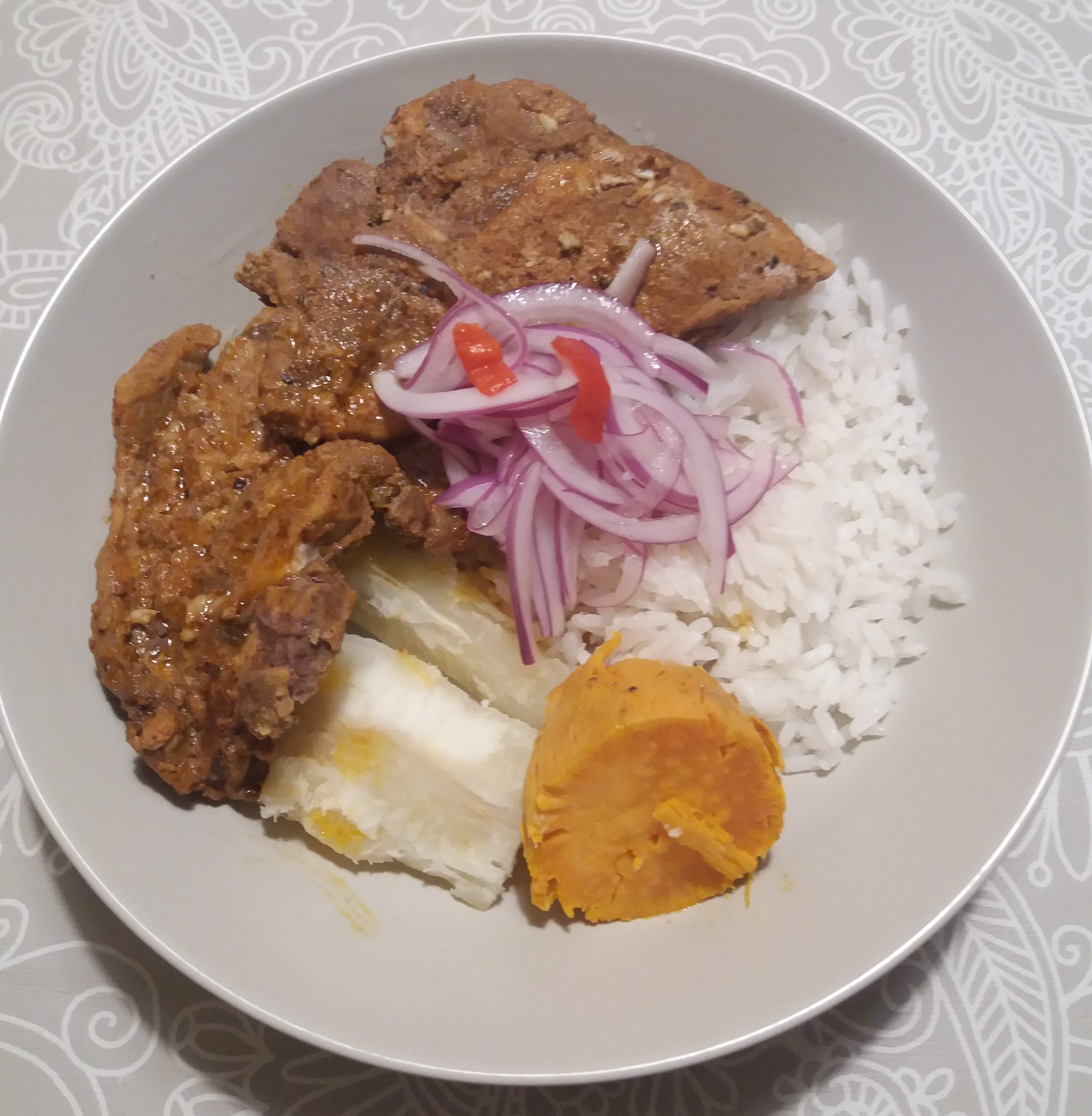
Frito chiclayano
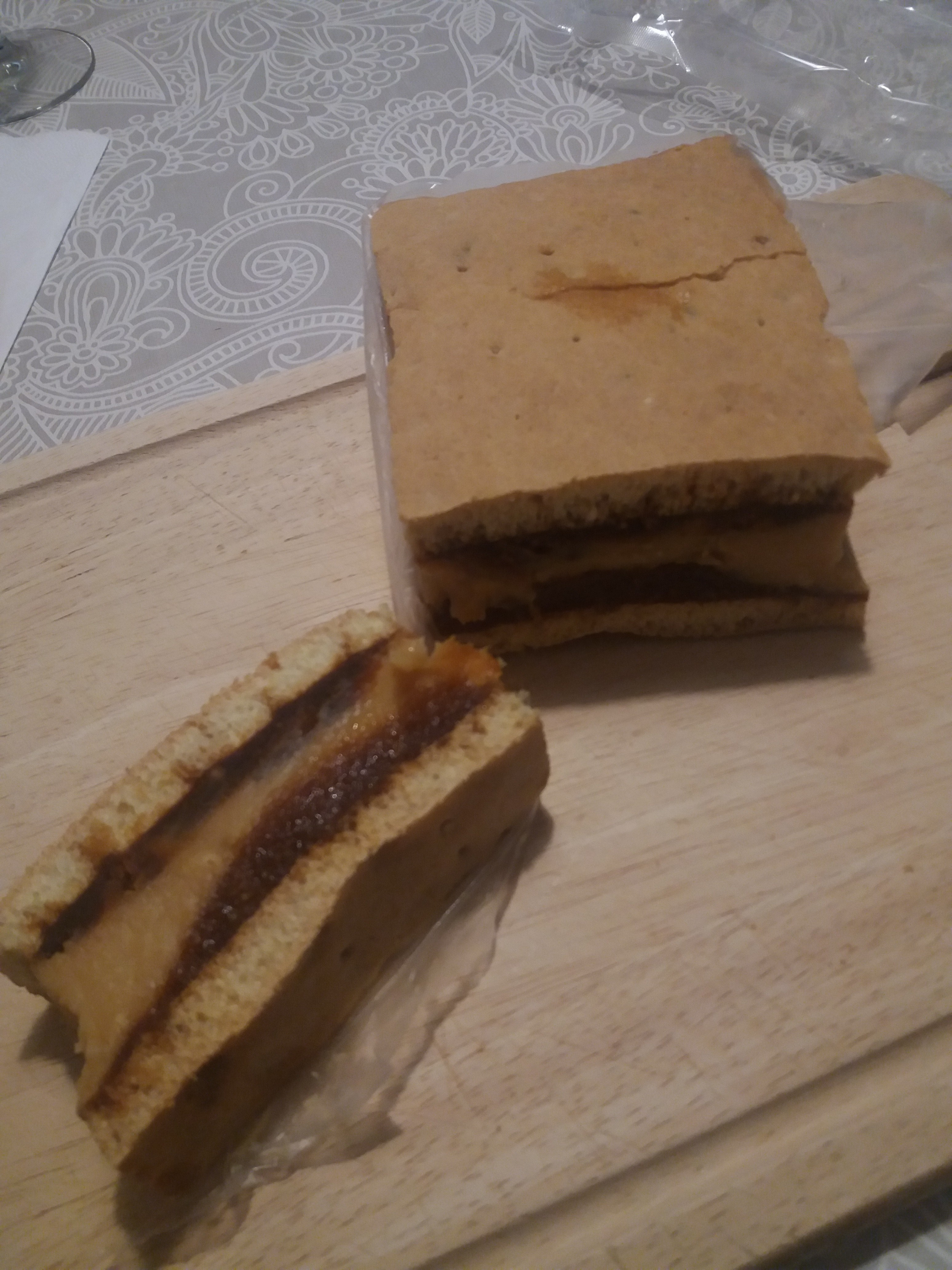
King kong.

### Símbolos regionales
La Región Lambayeque posee una serie de elementos emblemáticos definidos por decreto regional. La Bandera Regional, formada por dos franjas horizontales de iguales dimensiones, dorado, rojo, siendo ambos colores rescatados de la Cultura Lambayeque.
El Escudo de Lambayeque, está dividido en el punto de honor y en tres campos: el primero representa el honor y la intelectualidad contemporánea, el segundo la riqueza del mar y el poder, el tercero los recursos naturales representado por el algarrobo.
El Himno de la Región Lambayeque fue escrito por Luis Rivas Rivas, con música de Rossana Díaz Torres y los arreglos de Max Ucañay. La pava aliblanca fue declarada ave regional el 3 de marzo de 2005.
El logo del Gobierno Regional es el emblema de carácter regional, consiste este en una figura mítica representada en una corona de cobre dorado de la cultura Moche acompañada de la frase “Una Región con alma”.Representa los valores de trabajo, fortaleza, valor, lealtad y honestidad lambayecana, fue declarada por Acuerdo Regional en el año 2007.

## Lambayecanos destacados
La Región Lambayeque ha sido cuna y casa de personajes notables y destacados en las diferentes áreas de las ciencias, artes, letras, entre otras. Muchos de ellos jugaron un importante papel, no solo en la historia de la región sino también del Perú y fuera de sus fronteras.
- Militares: Juan Manuel Iturregui Aguilarte, Pascual Saco Oliveros, Baltazar Muro de Rojas, José Leonardo Ortiz Salcedo, Pedro Ruiz Gallo, Luis Gonzáles, Enrique López-Albújar Trint.
- Religiosos: Nicolás Ayllón.
- Marinos: Juan Fanning García, Elías Aguirre Romero, Diego Ferré Sosa.
- Aviadores: José Abelardo Quiñonez Gonzáles, Luis García Rojas.
- Literatura: Enrique López Albújar, José Eufemio Lora y Lora, Juan José Lora, Yolanda Sánchez de Plenge,  Augusto Castillo Muro Sime, Juan Mejía Baca, Alejandro Araujo Roman, Alfredo José Delgado Bravo, Alfonso Tello Marchena.
- Escultura: Miguel Baca Rossi.
- Ciencia y técnica: Federico Villareal, Manuel Antonio Mesones Muro, Dr. Francisco Muro Pacheco, Dr. Francisco Muro Moreno, Federico Kauffmann Doig, Luis Chero Zurita, Carlos Wester La Torre, Klaus Hönninger.
- Educación: Elvira García y García, Sara Bullón Lamadrid, Nicolás La Torre García, Karl Weiss Schreiber, Elvira Bulnes Torres, Eloy Arriola Senisse.
- Política: Justo Modesto Figuerola de Estrada, Baltasar García Urrutia (Baltazar García Urrutia Muro), Germán Leguía y Martínez, Juan de Dios Lora y Cordero, Augusto Leguía,  Alfredo Solf y Muro, Andrés Townsend Ezcurra,  Genaro Barragán Muro, Miguel Ángel de la Flor, Luis Castañeda Lossio.
- Música: Ernesto López Mindreau, Luis Abelardo Núñez, Tania Libertad de Souza Zúñiga.
- Deporte: Walter Vílchez, Óscar Vílchez, Hernán Castañeda Enrique Cassaretto.
- Cine, radio y TV: Alejandro Borboy Echevarría, Mauricio Fernandini, Fernando Armas.
- Reinas de belleza: Carmen Muro Távara (Miss Perú Mundo), Lucila Boggiano Laca (Señora Mundo), Viviana Rivasplata (Miss Perú Mundo).
- Folclore: Manuel Expedito Muro Navarrete.
- Otros: Vicente de la Vega, Almanzor Aguinaga Asenjo.